# Hajduch Csenge
Hajduch Csenge (Békéscsaba, 1990. október 3.) magyar kézilabdázó.
2013-2017 között Székesfehérváron, a 17/18-as bajnokságban Debrecenben játszott. 2018 óta Budaörsön játszik.

## Eredményei
2010-ben bronzérmet, míg 2012-ben ezüstérmet szerzett a Magyar kézilabdakupában.